# Sergio Cubero
Sergio Cubero Ezcurra (Munguía, Vizcaya, 5 de septiembre de 1999) es un futbolista español que juega de defensa en la S. D. Eibar de la Segunda División de España.

## Trayectoria
Cubero comenzó su carrera como sénior en el C. D. Vitoria, equipo filial del S. D. Eibar, en 2019, después de haber llegado a la cantera eibarresa en 2018, procedente del filial del Athletic Club. Al Vitoria llegó tras ser renovado en noviembre de 2019 por el Eibar.
El 17 de diciembre de 2019 se produjo su debut como profesional, en la victoria del Eibar por 5-0 frente a la Sociedad Deportiva Logroñés, en un partido de la Copa del Rey, y un año después, el 29 de diciembre de 2020, se produciría su debut en Primera División, en el histórico empate a uno cosechado por el Eibar en el Camp Nou frente al F. C. Barcelona.
Precisamente a la S. D. Logroñés llegó cedido el 31 de agosto de 2021. Durante la temporada jugó 33 partidos y, tras renovar hasta 2025, en agosto de 2022 y 2023 fue prestado al C. F. Fuenlabrada y el Racing Club de Ferrol respectivamente.

## Clubes
| Club                           | País   | Año       |
| ------------------------------ | ------ | --------- |
| C. D. Vitoria                  | España | 2019-2021 |
| S. D. Eibar                    | España | 2021-act. |
| S. D. Logroñés (cedido)        | España | 2021-2022 |
| C. F. Fuenlabrada (cedido)     | España | 2022-2023 |
| Racing Club de Ferrol (cedido) | España | 2023-2024 |